# Paradrino longicornis
Paradrino longicornis là một loài ruồi trong họ Tachinidae.